# 分岐点 (数学)
数学の一分野、複素解析学において、多価関数の分岐点（ぶんきてん、英: branch point）とは、その点を中心とする任意の閉曲線に沿って一周するときその函数が元の点における値が周回前と周回後で一致しないという意味で不連続となるような点をいう。多価函数をきちんと扱うにはリーマン面の概念が必要であり、従って分岐点の厳密な定義も同概念が用いられる。
分岐点は、代数分岐点、超越分岐点、対数分岐点の三種類に大別することができる。代数分岐点は、例えば z の函数としての w に関する方程式 z = w2 を解くといった場合のように、根の選び方に任意性があるような函数から最もよく現れる分岐点である。ここでは原点が分岐点となっており、実際任意の解に対して、それを原点周りの閉曲線に沿って解析接続することで異なる函数が得られる（すなわち、ここに非自明なモノドロミーがある）。ただ、この函数 w は原点が代数分岐点であるとはいえ、多価函数として矛盾無く定義可能であり、かつ（適当な意味で）原点において連続である。この点は超越分岐点や対数分岐点（つまり多価函数が非自明なモノドロミーだけでなく真性特異性をも持つ場合）とは対照的である。
ただし、幾何学的函数論などでは（限定のための修飾辞を付けずに）単に「分岐点」と言えば（先述した意味での分岐点よりも限定して）代数分岐点の意味になるのが普通であるし、複素解析学の別の分科では もっと一般の超越型の分岐点をさしている場合もある。

## 代数分岐点
Ω をガウス平面 C の連結開集合とし、ƒ: Ω → C は正則関数とする。ƒ が定数でなければ、ƒ の臨界点（つまり、導関数 ƒ′(z) の零点）の集合は Ω 内に集積点を持たない。つまり ƒ の各臨界点 z0 は、その閉包内に ƒ の他の臨界点を含まないある円板 B(z0,r) の中心にあることになる。
B(z0,r) の境界を γ とし、その向きを正に取る。点 ƒ(z0) における ƒ(γ) の巻き数は正の整数になる。これを  z0 の被覆指数または分岐指数 (ramification index) と呼ぶ。分岐指数が 1 よりも大きい場合、z0 は ƒ の分岐点 (ramification point) と呼ばれ、その点の臨界値 ƒ(z0) を (代数的) 分岐値 (branch point) と呼ぶ。すなわち、1 より大きな正の整数 k が存在して、z0 の適当な近傍で、ƒ(z) = φ(z)(z − z0)k となるような正則関数 φ が 定義されるとき、z0 を分岐点と呼ぶ。
典型的には ƒ そのものでなく、その逆関数に着目する。分岐点の近傍では逆関数が一般には存在せず、したがって逆関数は大域解析函数の意味で、多価関数としてしか定義できない。用語の濫用ではあるが、解析関数 ƒ の分岐値 w0 = ƒ(z0) を大域解析関数 f−1 の分岐点と呼ぶ。陰関数として定義されるような多価の大域解析関数などに対する、より一般的な分岐点の定義も可能である。そういったいくつもの例を統合して扱う枠組みとして、リーマン面について後述する。とくに、この枠組みを使うと、位数が 1 よりも大きな極も分岐点と考えることができる。
大域解析関数 f−1 に関しては、分岐点とは非自明なモノドロミーを持つような点のことである。たとえば関数 ƒ(z) = z2 は z0 = 0 に分岐点を持ち、その逆関数である平方根関数 ƒ−1(w) = w1/2 の分岐点は w0 = 0 である。閉曲線 w = eiθ に沿って進むとき、θ = 0 から始めると e0⋅i/2 = 1 が始点になるが、一周して θ = 2π まで来ると e2πi/2 = −1 に来ることになる。したがってこの閉曲線については、原点の周りを回るモノドロミーが存在する。

## 超越および対数分岐点
g は中心点 z0 を除いた穴あき円板上で定義される大域解析関数とする。このとき、g が超越分岐点 (transcendental branch point) を持つとは、z0 が g の真性特異点であり、各函数要素が z0 を囲む適当な単純閉曲線上を一周して解析接続すると相異なる函数要素となるときにいう。超越分岐点の例として、適当な整数 k > 1 に対する多価函数 g(z) = exp (z−1/k) の原点が挙げられる。このとき、原点を回る閉路に対するモノドロミー群は有限群である（つまり、閉路を k 周する解析接続で函数はもとに戻る）。
これと対照に、点 z0 が対数分岐点 (logarithmic branch point) であるとは、z0 の周りで 0 でない巻き数を持つ曲線に沿った解析接続でもとの函数要素を得ることが不可能であるときに言う。この名称は、この現象の典型例が複素対数函数の原点における分岐点であることによるものである。原点の周りの単純閉曲線を反時計方向に一周すると複素対数関数は 2πi だけ増え、巻き数が w の閉曲線ならば 2πi⋅w だけ増える。このモノドロミー群は無限巡回群 Z である。
超越分岐点および対数分岐点は値の分岐に関する概念である。この両者に対して、付随するリーマン面は分岐点それ自身の被覆に解析的に延長することはできないから、点の分岐 (ramification) に対応する概念は存在しない。したがって、そのような被覆は常に不分岐 (unramified) である。

## 例
- 0 は平方根関数の分岐点である。w = z1/2 で z がガウス平面上の点 4 (= 4 + 0⋅i) から原点を中心とする半径 4 の円周上を動いていくとすると、従属変数 w の値は z の値の変化にしたがって連続的に変化していく。z が円を一周して出発点 4 に戻ってくると、w はそれまでに、4 の正の平方根 2 から、4 の負の平方根 −2 までの半円を描いている。
- 0 は自然対数の分岐点でもある。e0 は e2πi と同じ値なので、Log(1) は 0 と 2πi の両方の値を取り、多価となる。z が原点を中心とする半径 1 の円上を動くとき、w = Log(z) は 0 から 2πi まで変化する。
- 三角法 では tan(π/4) と (5π/4) の値はどちらも 1 であり、したがって arctan(1) の値は二つの値 π/4 と 5π/4 を取り、多価である。虚数単位 i と −i の表す点が逆正接関数 arctan(z) = 1/2i logi − z/i + z の分岐点である。これは、逆正接関数の導関数 d/dz arctan(z) = 1/1 + z2 の分母がその点で 0 になり、そこが導関数の極であることからもわかる。
- 点 a が関数 ƒ の導関数 ƒ′ の極であるとき、a は ƒ の対数特異点であるが、逆は成立しない。実際、α が無理数のとき関数 ƒ(z) = zα には対数分岐点があって、その微分係数は極でない特異点となる。

## 分岐截断
厳密な言い方ではないが、分岐点とは多価関数の複数の「截れ端」が重なり合う点であり、函数の枝 (branch) はいくつか截れ端を集めたものである。たとえば関数 w = z1/2 には二つの枝がある。一つは符号が正の平方根、もう一つは負である。ガウス平面上の曲線が、多価函数の分岐截線 (branch cut) であるとは、それによって多価函数の一つの枝を截り出す事ができる場合に言う。截線は二つの分岐点の間を結ぶように入れるのが普通だが、そうでない場合もある。
分岐截線を使えば、多価函数を一価函数の集まり（を截線のところで貼り合わせたもの）として扱うことができるようになる。たとえば
{\displaystyle F(z)={\sqrt {z}}{\sqrt {1-z}}}
という関数を一価にするためには、この関数の二つの分岐点を結ぶ実軸上の区間 [0, 1] に沿って截ればよい。同じ考え方が √z にも適用できるが、この場合、分岐点 0 と結ぶべき適当な別の分岐点は無限遠点なので、たとえば実軸の負の領域すべてを分岐截線とする。
分岐線で截るという手段は（必然性のない）便宜上のものでしかないようにも思われるが、たとえば特殊函数論などでは非常に有用である。分岐による現象を真正面から説明するためにリーマン面の理論が発展し、またさらに一般に、代数関数や微分方程式における分岐やモノドロミーの理論が形成された。

### 複素対数函数の分岐截断

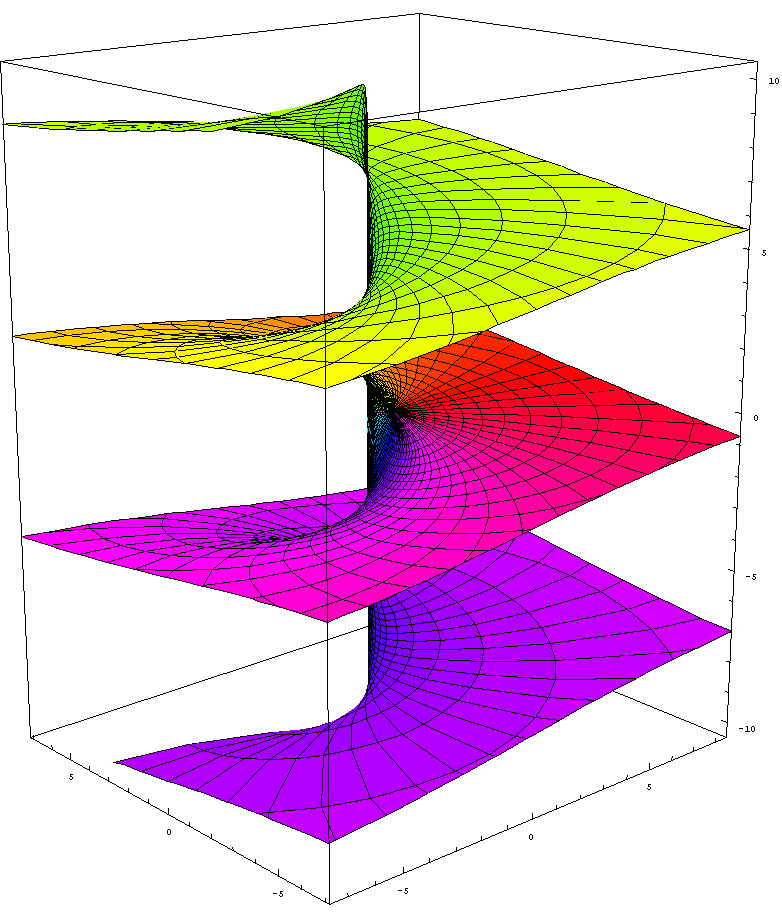
複素自然対数函数の虚部を、枝の様子がわかるようにプロットしたもの。点 z が原点の周りを周回すれば、それに伴って z の対数の虚部は上下に枝をわたって移動していく。

分岐切断の典型例は、複素対数函数である。複素数を極形式で z = r⋅eiθ と表すと、z の対数は log(z) = ln(r) + iθ となるが、θ の取り方には明らかに不定性がある（θ に 2π の整数倍を加えた別の角を取ることができる）。複素対数函数の分枝とは、ガウス平面内の適当な連結開集合に属する任意の z の対数を与える連続函数 L(z) を言う。特に、対数函数の分枝は原点から無限遠点へ結ぶ任意の半直線（分岐切断）の補集合において存在する。分岐切断は目的に応じて都合の良いものを取るが、よく選ばれるのは負の実軸である。
複素対数函数は分岐切断との交点に 2πi の跳躍不連続点を持つ。ガウス平面の無限個のコピー（葉 (sheet) と呼ぶ）を分岐切断に沿って貼り合せることにより、複素対数函数をその上で連続にすることができる。すなわち、各葉の上での対数の値が主値と 2πi の各々の倍数分だけズレているようにしておくと、これら曲面は複素対数函数を連続にする一意的な方法のもとで、分岐切断に沿って互いに張り合わされる。変数が原点を周って動くごとに、対数函数は異なる分枝の上へ亘っていく。

### 極の連続体としての截断
分岐截断が複素解析におけるよくある特徴を備えている理由の一つとして、それが複素平面上の曲線に沿って並べられた無限個の（そこでの留数が無限小であるような）極の和とみなせるということが挙げられる。たとえば関数
{\displaystyle f_{a}(z)={1 \over z-a}}
には z = a に一位の極を持つ。この極の位置を連続的に変化させて取った積分
{\displaystyle u(z)=\int _{a=-1}^{a=1}f_{a}(z)\,da=\int _{a=-1}^{a=1}{1 \over z-a}\,da=\log \left({z-1 \over z+1}\right)}
は −1 から 1 までの分岐截線を持つ関数 u(z) を定義する。この分岐線は少しくらい変更しても構わない（これは、積分路が点 z を通過しない限り積分の値を変えずに積分路をずらすことができるということによる）。

## リーマン面
コンパクト連結リーマン面 X からコンパクトリーマン面 Y への正則函数 f: X → Y に対しても、分岐点の概念が定義される（Y として普通はリーマン球面をとる）。このような函数 f が定数でないならば、有限個の例外を除いて f はその像の上への被覆写像だが、このとき除外される X の点を分岐点 (ramification point) といい、その像を分岐値 (branch point) と呼ぶ。
任意の点 P ∈ X および Q = f(P) ∈ Y に対して、正則局所座標函数 z および w がそれぞれ P および Q の近傍に存在して、そこでは元の函数 f(z) が、適当な整数 k に対する
{\displaystyle w=z^{k}}
となっているようにできる。この整数 k を点 P における分岐指数という。通常は、分岐指数は 1 だが、分岐指数が 1 でないとき、定義により、P は分岐点で Q は分岐値である。
Y がちょうどリーマン球面で、点 Q が Y の有限部分にあるならば、特別な座標系を選ぶことは必要でなく、分岐指数をコーシーの積分公式から明示的に計算することができる。γ を P の周りをまわる X 内の閉曲線（多少変形してもよい）とすると、f の P における分岐指数は積分
{\displaystyle e_{P}={\frac {1}{2\pi i}}\int _{\gamma }{\frac {f'(z)}{f(z)-f(P)}}\,dz}
で与えられる。この積分の値 eP は点 Q の周りでの f(γ) の巻き数に等しい。すでに述べたように、eP > 1 のとき P は分岐点で Q は分岐値である。

## 代数幾何学
代数幾何学においては、分岐の概念を任意の代数曲線の間の写像に拡張することができる。ƒ: X → Y を代数曲線の射とする。Y 上で定義された有理函数を X 上の有理函数へ f で引き戻すことにより、函数体 K(Y) は K(X) の拡大体となる。ƒ の次数は、拡大次数 [K(X) : K(Y)] として定義され、この次数が有限ならば ƒ は有限であると言う。
以下 ƒ は有限と仮定する。各点 P ∈ X に対して、分岐指数 (ramification index) eP は以下のように定義される。Q = ƒ(P) かつ、t を P における局所一意化変数とする。つまり t は Q の近傍でされる正則関数 (regular function) で、t(Q) = 0 かつその微分係数が非零である。t の ƒ による引き戻しは X 上の正則関数であり、このとき
{\displaystyle e_{P}=v_{P}(t\circ f)}
が成り立つ。ここで vP は P における正則函数全体の成す局所環の賦値である。つまり eP は点 P における t ∘ f の零点の位数である。eP > 1 ならば ƒ は P において分岐する (ramify) と言い、Q を分岐値 (branch point) と呼ぶ。

## ピュイズー級数
ピュイズー級数　は冪指数に負の数や分数を許してローラン展開を拡張したもので、代数曲線の分岐を定義できる。

## 注